# Matthiola daghestanica
Matthiola daghestanica là một loài thực vật có hoa trong họ Cải. Loài này được N. Busch mô tả khoa học đầu tiên.